# Crvena jabuka (Album)
Crvena jabuka (deutsch: „Roter Apfel“) ist das erste Album der Pop-Rock-Gruppe Crvena jabuka aus Sarajevo. Das Album wurde am 22. März 1986 veröffentlicht.

## Inhalt
Das Album enthielt unter anderem vier Songs aus ihren Single-Platten:
- Bježi kišo s prozora
- Sa tvojih usana / Nek' te on ljubi (kad ne mogu ja) – Doppel-A-Seite[2]
- Dirlija[3]

Der Produzent des Albums war Željko Brodarić – Jappa, und das Album erregte enormes Interesse und Crvena Jabuka stieg an die Spitze der Charts im ehemaligen Jugoslawien. Der Erfolg des Albums ist auch darauf zurückzuführen, dass die Musik von der Musik der Beatles und Indexi inspiriert wurde.

## Artwork
Auf dem Cover des Albums erscheint ein roter Apfel, der auf einen nackten weiblichen Körper gemalt ist und zu einer Art Logo der Gruppe wurde. Das Fotomodell, dessen nackter Körper auf dem Cover zu sehen ist, ist Slađana Deretić.

## Mitwirkende
Alle Songs auf dem Album wurden von Dražen Ričl – Zijo und Zlatko Arslanagić – Zlaja komponiert und geschrieben.
- Dražen Ričl – Zijo: Gesang, Sologitarre
- Zlatko Arslanagić – Zlaja: Rhythmusgitarre
- Aljoša Buha: Bassgitarre
- Darko Jelčić Cunja: Schlagzeug, Perkussion
- Dražen Žerić – Žera: Keyboard